# Shooter (film)
Shooter è un film del 2007 diretto da Antoine Fuqua.
È tratto dal romanzo Una pallottola per il presidente (Point of Impact) di Stephen Hunter, primo volume della serie dedicata al personaggio di Bob Lee Swagger, tiratore scelto reduce dall'Etiopia. "Shooter" in inglese significa "tiratore".

## Trama
Bob Lee Swagger è un sergente dei Marines, tiratore scelto, reduce da una tragica missione in Etiopia dove morì il caporale ed amico Donnie Fenn. Tre anni dopo, viene contattato dal colonnello Johnson della CIA che vorrebbe ingaggiarlo per tentare di sventare un presunto attentato al presidente degli Stati Uniti in occasione della visita dell'arcivescovo di Etiopia. Swagger dovrebbe progettare l'attentato, per prevenire le azioni del cecchino.
L'ingaggio si rivela una trappola per incastrarlo nell'attentato, nel quale invece rimane ucciso l'arcivescovo. Un poliziotto spara a Swagger e lo ferisce, ma lui riesce a scappare, mettendo ko l'agente dell'FBI Nick Memphis e sfruttandolo per la fuga. 
Swagger trova rifugio in casa di Sarah, vedova del commilitone Fenn, dove si riorganizza e riceve cure mediche. L'agente FBI Memphis, indagando su alcune incongruenze scopre l'innocenza di Swagger; gli uomini di Johnson però lo rapiscono per inscenarne il suicidio; viene però salvato dallo stesso Swagger. La ragione sottostante l'attentato era che l'arcivescovo era a conoscenza di un massacro di civili in Etiopia da parte di contractors americani guidati proprio da Johnson e al soldo di una compagnia petrolifera legata al Senatore Meachum; proprio quei contractors avevano ucciso Fenn. La visita dell'arcivescovo in USA aveva lo scopo preciso di rivelare la cosa direttamente al presidente in un colloquio privato.
I due fuggitivi trovano quindi il vero cecchino attentatore e ne assaltano la casa, cadendo coscientemente in una apparente trappola. Swagger scopre così i retroscena della situazione, ma nel frattempo Sarah viene rapita.
Usando come minaccia e merce di scambio il nastro della confessione del vero cecchino, Swagger riesce ad organizzare un incontro con il colonnello Johnson ed il Senatore Meachum: la ragazza in cambio della registrazione. All'incontro, che si rivela un'ennesima trappola, Swagger capisce che quella prova potrebbe metterlo nei guai e decide di distruggerla e di farsi arrestare dall'FBI.
Swagger dimostra la sua innocenza davanti al procuratore generale, mostrando che il fucile incriminante non può aver sparato perché reso inerte, ma anche il colonnello Johnson viene prosciolto dalle accuse. Swagger farà giustizia attuando nel contempo la sua vendetta nei confronti di Johnson, del senatore Meachum e delle loro guardie, proprio mentre costoro pianificano il prossimo intervento oltre confine in Ecuador, uccidendoli tutti e facendo saltare in aria la casa. Infine raggiunge Sarah ed in macchina se ne vanno verso un futuro incerto.

## Le armi
Durante il film vengono utilizzati:
- Nella scena iniziale, Swagger usa un fucile di precisione M40xs tactical in 7,62 × 51 mm (dotato di ottica Unertl MST-100 da 10 ingrandimenti) ed un Barrett M82 (usato erroneamente come un Barrett M95 bolt-action) per abbattere l'elicottero; le milizie nemiche usano fucili d'assalto AK-47 calibro 7,62 x 39, mitragliatrici Browning M2 e mortai Type 97;
- Il poliziotto spara a Swagger con una pistola Glock 17 calibro 9 mm Parabellum;
- Nella scena del tiro al barattolo da un miglio di distanza, Swagger utilizza un fucile CheyTac M200 calibro .408 Chey Tac;
- Nella scena dell'incontro tra le nevi, ed in altre scene, Swagger, Memphis ed i mercenari utilizzano fucili M700 pss calibro 7,62 x 51;
- Lo spotter di Swagger, il caporale Donnie, usa un fucile d'assalto Colt M4 sopmod dotato erroneamente di lanciagranate Cobray da 37 mm, ottica a punto rosso Aimpoint CompM2 ed un telemetro Leupold con cui elabora le coordinate di tiro;
- Nella scena della sparatoria in West Virginia, Swagger usa una Beretta 92 ed un Colt M4 sopmod
 con mirino red dot, mentre le guardie hanno fucili Heckler & Koch G36C e K;
- Nella scena tra le nevi, la pistola usata da Sarah è una Taurus PT92 in 9 mm Parabellum;
- Per l'attentato all'arcivescovo viene usato un Precision Remotes Telepresent Rapid-Aiming Platform (TRAP), un dispositivo per comandare un Barret M107 a distanza.
- Nella scena nel lago, Swagger utilizza un fucile Coey mod. 600 camerato in .22 LR con ottica e silenziatore fatto con una bottiglia di plastica e degli stracci.

## Colonna sonora
La colonna sonora del film è stata composta da Mark Mancina, che ha registrato le musiche del film al Todd-AO Scoring Stage in California. Mancina ha utilizzato un'orchestra digitale composta da 77 pezzi gestiti da Don Harper. La colonna sonora è stata pubblicata da Lakeshore Records il 27 marzo 2008. La canzone Nasty Letter, di Otis Taylor, viene eseguita durante i titoli di coda del film.

## Doppiaggio
La direzione del doppiaggio italiano è stata affidata a Fiamma Izzo. Il film vede uno degli ultimi lavori di Glauco Onorato come doppiatore, che qui dà voce al Colonnello Isaac Johnson. Collabora con il figlio Riccardo che dà voce a Bob Lee Swagger (Mark Wahlberg).

## Altri media
Il 15 novembre 2016 debutta su USA Network una omonima serie televisiva basata sul romanzo e sul film stesso. In Italia la serie è trasmessa dal servizio di streaming Netflix.